# Facets
Facets ist ein Jazzalbum von Hafez Modirzadeh mit Kris Davis, Tyshawn Sorey bzw. Craig Taborn. Die 20 entstandenen Aufnahmen erschienen am 5. März 2021 auf Pi Recordings.

## Hintergrund
Der Saxophonist spielte eine Reihe von Duetten mit den Pianisten Kris Davis, Craig Taborn und Tyshawn Sorey ein. Mit dem Album ging es Modirzadeh mit den beteiligten Musikern der zeitgenössischen improvisierten Musik darum, erweiterte klangliche Möglichkeiten des Pianos zu erforschen. Dabei ließ er acht Töne in anderthalb Oktaven des mittleren bis oberen Klavierregisters leicht umstimmen. Er beschrieb die Notwendigkeit, das Klavier neu zu stimmen, folgendermaßen:
„Die standardisierte temperierte Stimmung für Klavier, so schön sie auch ist, hat einen unausgewogenen Einfluss auf Spieler und Zuhörer. Viele glauben, dass es keine andere Resonanz gibt, mit der sie arbeiten können als mit dieser. Dies schafft ein Wertesystem, das ungerecht ist und letztendlich die Entdeckung anderer, persönlicherer Abstimmungsmöglichkeiten einschränkt. Durch die Neustimmung des Klaviers - des einzigen Instruments, das einen dominanten Einfluss auf die Musik der Welt ausübt - kann der Musiker alle klanglichen Möglichkeiten erkunden.“
Dafür nutzte Modirzadeh ein System, das er ursprünglich als „Chromodalität“ bezeichnete und das er schuf, um die harmonischen Möglichkeiten der Integration persischer Klänge in das aufgrund der gleichstufigen Stimmung gleichförmige Temperatur westlicher Tonsysteme zu untersuchen. Das Konzept hat er seitdem dahingehend weiterentwickelt, dass alle Intervalle nebeneinander existieren können. Dadurch kann jeder Musiker seine eigene unverwechselbare Stimme verwenden, um Musik aus einer ganzen Palette von Klangmöglichkeiten zu erkunden, unabhängig vom kulturellen Hintergrund.
Die drei beteiligten Pianisten erhielten die Partituren im Voraus, aber ihre erste Begegnung mit dem tatsächlich neu gestimmten Klavier fand bei ihren jeweiligen Aufnahmesitzungen statt. Jeder Musiker arbeitete mit denselben Stücken und verbrachte zunächst Zeit damit, die neuartigen Resonanzen zu erkunden, bevor er das gesamte Kompositionsbuch durchlief. Modirzadeh gab dabei nur minimale Anweisungen und zog es vor, jedem Musiker zu erlauben, die Musik so zu gestalten, wie er sie sich vorstellte. Wie Modirzadeh in einem Interview sagte: „Es braucht mehr Herz als Kopf, mit der Absicht, etwas Schönes zu tun.“ Anschließend wählte er für diese Veröffentlichung das aus, was er für die magischste dieser Darbietungen hielt.

## Titelliste

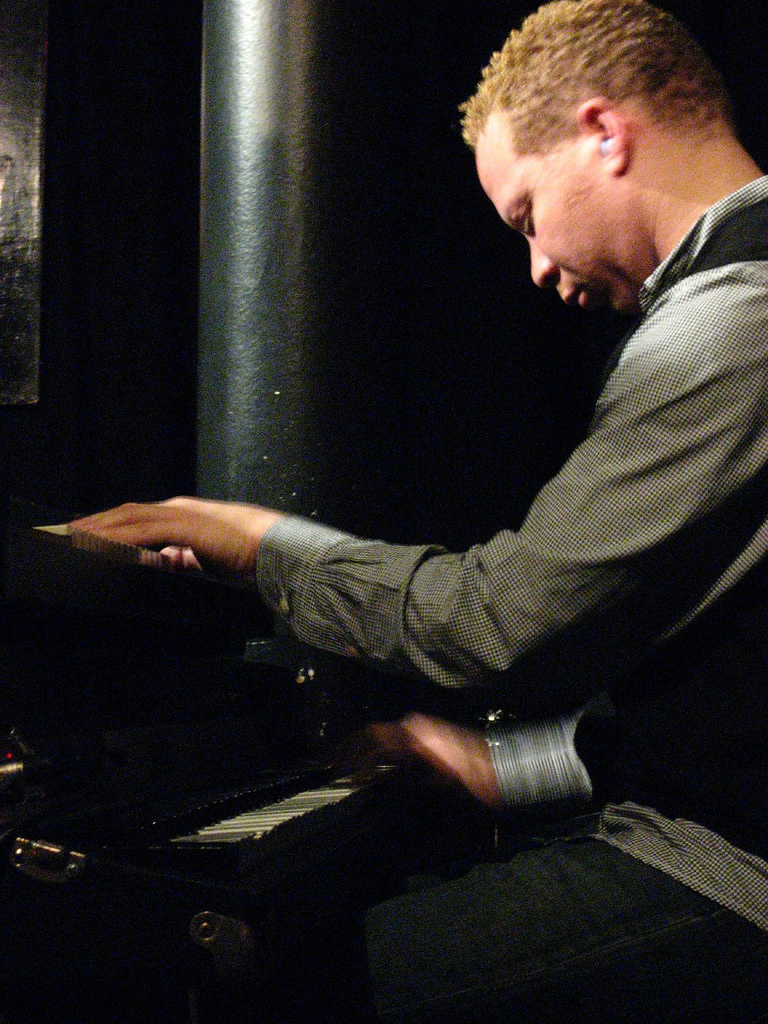
Craig Taborn bei einem Auftritt im Vortex (London) 2008

- Hafez Modirzadeh: Facets (Pi Recordings PI87)[1]

1. Facet Taborn (Craig Taborn) 2:13
2. Dawn Facet 1:55
3. Facet 27 Light 3:05
4. Facet 28 Nora 1:54
5. Facet 29 Night 3:35
6. Facet 34 Defracted 3:45
7. Ask Me Now (Thelonious Monk) 3:49
8. Facet Sorey (Tyshawn Sorey) 5:12
9. Facet 31 Wake 7:13
10. Ebb Facet 3:53
11. Facet 33 Tides 3:27
12. Flow Facet 2:47
13. Pannonica (Monk) 3:49
14. Facet BB 4:27
15. Facet 35 Ode B'kongofon 3:05
16. Facet 32 Black Pearl (Based on Goldberg Variation No. 25 von Johann Sebastian Bach) 1:44
17. Facet 39 Mato Paha 5:05
18. Ode Reprise 1:51

Sofern nicht anders angegeben, stammen alle Kompositionen von Hafez Modirzadeh.

## Rezeption
Ein Teil von Modirzadehs Ziel mit Facets und mit der „Chromodalität“ als Ganzes sei es, den Griff dessen zu brechen, was er „chromatische Hegemonie“ nennt, die Idee, dass Musik mit der zwölftonigen westlichen chromatischen Skala komponiert werden muss, schrieb Philip Freeman (Bandcamp Daily). Weil Davis, Taborn und Sorey das verstimmte Instrument respektierten, hätten sie auch sie die Möglichkeiten respektiert, die sich aus diesem veränderten Klang ergeben könnten. Das Ergebnis sei verblüffend – aber nur für einen Moment. Wenn die Facets vorbei sind, würden Modirzadehs harmonische Konzepte vollkommen natürlich anmuten.

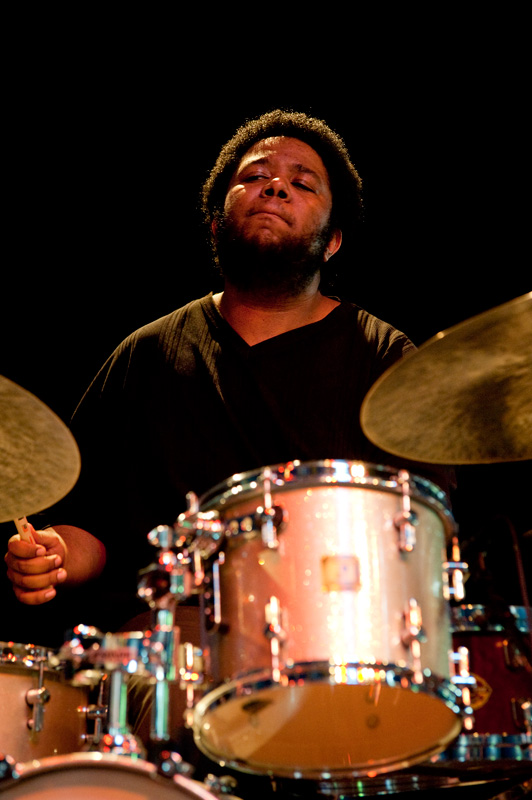
Tyshawn Sorey auf dem moers festival 2010

Nach Ansicht von Troy Dostert, der das Album in All About Jazz rezensierte, sei es ein Zeichen von Modirzadehs Vertrauen in dieses Konzept, dass er selbst nur auf elf der achtzehn stücke des Albums spielt, vollkommen zufrieden damit, seinen eigenwilligen Kollegen den Boden abzutreten, da er weiß, dass ihre Überlegungen zu ihrem neu konfigurierten Instrument einen Großteil der Intrigen der Musik ausmachen werden; und das seien allerdings erstklassige Improvisationen. Den Pianisten zuzuhören, die in der erweiterten Palette schwelgen, die ihnen zur Verfügung stehe, sei eine der Freuden des Albums. Von launisch bis demonstrativ, bringen sie ihre spezifischen Sensibilitäten der Erkundung in ihre Solo-Statements ein. Für diejenigen, die nur mit Tyshawn Soreys Arbeit als Schlagzeuger vertraut sind, gebe es neben Davis und Taborn keine Zweifel an seinen pianistischen Referenzen. Sein Spiel sei durchweg verblüffend, besonders bei seinem improvisierten Solo-Stück „Facet Sorey“, bei dem seine Gegenüberstellungen zwischen einem zarten oberen und einem donnernden unteren Register auffielen.
Wenn Modirzadeh sich den Pianisten für jeweils mehrere Duette anschließt, schrieb Dostert weiter, sei die Musik großartig: das Mikrophon fange seinen satten, atemlosen Ton perfekt ein, und seine eigene Fähigkeit, sich außerhalb typischer Jazzharmonien zu bewegen, verstärke die Kraft der Musik. Zugegebenermaßen brauche man ein paar Minuten, um sich mit Modirzadehs einzigartigem Vokabular vertraut zu machen. Diese „falschen“ Noten können besonders bei der ersten Begegnung unangenehm klingen, aber der suchende Geist, der die Musik animiert, belohne das Engagement des Hörers, und die Qualität der Musikalität sei unbestreitbar.
Dave Sumner (Bandcamp Daily) schrieb, bei seiner neuesten Aufnahme öffne Hafez Modirzadeh die Dinge und versuche, den Ausdrucksformen, die das Standard-Musikvokabular verlassen, eine Stimme zu verleihen. „Mit Hilfe alternativer Stimmungen am Klavier und Fingersätzen am Saxophon erinnert uns Modirzadeh daran, wie kompliziert unsere Existenz ist und wie endlos die Art und Weise ist, wie wir sie kommunizieren müssen.“
Vijay Iyer merkte zu dem Album in den Liner Notes  an: „Dieses Album signalisiert, dass wir auf dieser Reise in eine entscheidende neue Phase eintreten: eine kollektive Meditation, eine Erschließung von Formen und Wahrheiten. Ich kann mir kaum ein klareres Denkmal für unser katastrophales Jahr vorstellen als dieses Set starker, intimer, von Herzen kommender Juwelen dieser vier einzigartigen Wahrheitssucher.“